# 盧克尼夫

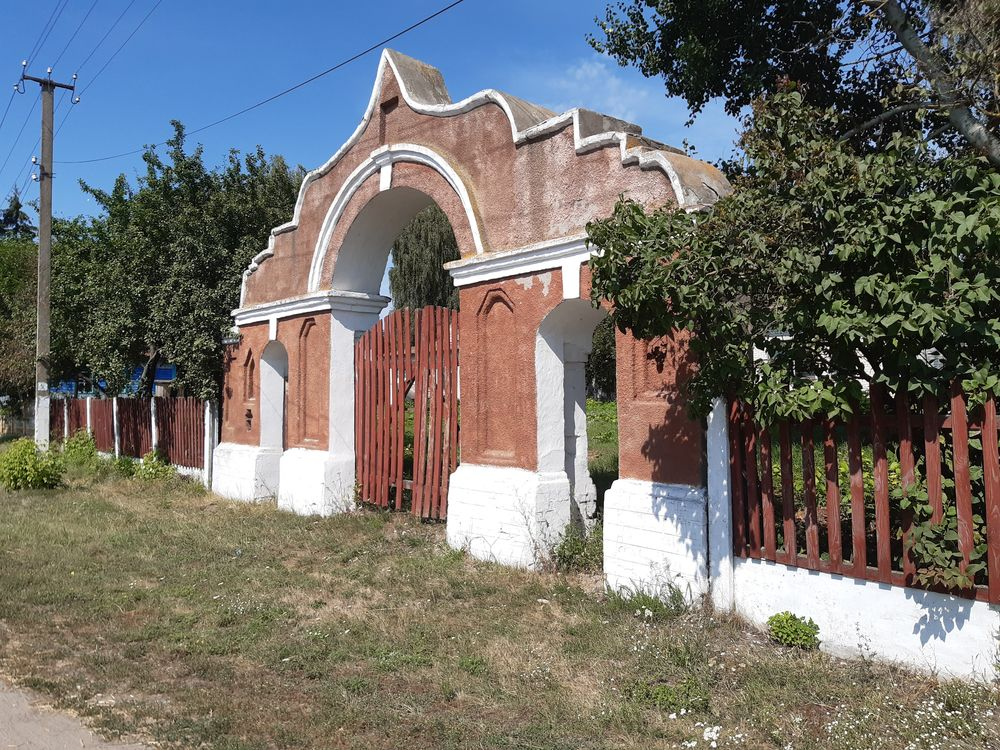
盧克尼夫

盧克尼夫（烏克蘭語：Лукнів），是烏克蘭北部切爾尼希夫州诺夫霍罗德-锡韦尔斯基区科罗普市镇的村落。始建於1858年，面積2.92平方公里，海拔高度129米，2001年人口562，人口密度每平方公里192.7人。

## 外部連結
- Погода в селі Лукнове （页面存档备份，存于）
- Историческая информация о селе Лукнов （页面存档备份，存于） （俄文）

51°35′22″N 33°8′51″E / 51.58944°N 33.14750°E